# 佐々木信綱 (作曲家)
佐々木 信綱（ささき のぶつな、1975年10月16日 - ）は、日本の作曲家、編曲家。おもに合唱曲、子どもの歌を多く作曲している。CM・幼稚園園歌・校歌等、幅広く全国的に活動をしている。主な作品に、中、高校生向け合唱曲「空の文字」、「金子みすゞの詩による5つの歌」、等がある。

## 来歴・人物
1975年、青森県八戸市生まれ。尚美学園短期大学（現・尚美学園大学）音楽学科作曲専攻を経て東京コンセルヴァトアール尚美社会音楽研究コースを卒業。
1999年より芸術家の活動しやすい環境を造り地域文化の発展を促す活動を目的とした日本芸術指導者連盟を立ち上げる。

## 経歴
- 株式会社トランクミュージックオフィス　代表取締役社長

## 代表作品
- 合唱曲

「空の文字」「ハーモニー」「紙ひこうき」
「きょうからなつやすみ」「雲はいつか風にとけて」
「つぎの場所へ」「風に誘われて？～詩・宮中雲子」
「すずと小鳥と私～詩・金子みすず」他　
- オペレッタ「八兵衛のうっかり日誌」他
- 園歌「真岡めばえ保育園園歌」
- CM「元気なお米」他
- 子ども番組「アレグラの扉」他
- 校歌「大智学園高等学校」東京都新宿区・福島県双葉郡川内村
- 社歌「株式会社　安心ダイヤル」
- 塩原温泉ご当地ソング「箒川」（ほうきがわ）
- 小江戸川越ご当地ソング「翔る風」（かけるかぜ）
- スーパーファミコン「モノポリー2」
- プレイステーション「バーガーバーガー」